# Sydkraft
Sydkraft AB ist ein schwedisches Energieerzeugungsunternehmen mit Sitz in Malmö, Schweden. Es ist das schwedische Tochterunternehmen der deutschen Uniper. Das Unternehmen erzeugt Strom in Wärme-, Atom- und Wasserkraftwerken.

## Geschichte
Sydkraft wurde 1906 als Sydsvenska Kraftaktiebolaget mit August Schmitz als Vorstandsvorsitzendem gegründet. Zwei Dittel der Anteile hielten die Städte Malmö, Lund, Landskrona, Helsingborg und Halmstad. Ursprünglich produzierte das Unternehmen Strom aus Wasserkraft. 1915 beteiligte sich Sydsvenska Kraftaktiebolaget in Zusammenarbeit mit den schwedischen und dänischen Stromnetzen am Bau von Öresundskabeln, der ersten Stromleitung zwischen Schweden und Dänemark.
In den 1970er Jahren stieg das Unternehmen in die Produktion von Kernkraft ein. 1971 wurde das Kernkraftwerk Oskarshamn mit Sydsvenska Kraftaktiebolaget als Hauptaktionär in Betrieb genommen. 1977 änderte das Unternehmen seinen Namen in Sydkraft.
Die Mehrheitsbeteiligung an Sydkraft AB wurde 2001 von E.ON im Wert von 6,5 Milliarden US-Dollar erworben. 2004 kaufte Sydkraft das schwedische Energieunternehmen Graninge. Am 16. September 2005 änderte Sydkraft AB seinen Firmennamen in E.ON Sverige. Im Jahr 2006 verkaufte E.ON Sverige sein Breitbandnetz an Tele2.
Am 24. Juli 2008 unterzeichneten Statkraft AS und die deutsche E.ON AG eine Vereinbarung über den Austausch von Vermögenswerten, wonach E.ON die 44,6 % der Anteile von Statkraft an E.ON Sverige durch den Austausch von Vermögenswerten im Wert von 4,5 Mrd. € erwarb. Nach dem Uniper von E.ON abgespaltet wurde, wurden die Wärme-, Kern- und Wasserkrafterzeugung von E.ON Sverige an Uniper übergeben, während die anderen erneuerbare Energien, Dienstleistungen, Vertrieb und Handel bei E.ON Sverige verblieben. Uniper gab der schwedischen Tochter den alten Namen Sydkraft, da der Name Uniper bereits von einem anderen schwedischen Unternehmen verwendet wurde.

## Operations
Sydkraft AB ist über ihre Tochtergesellschaften an der Erzeugung von Wärme-, Kern- und Wasserkraft beteiligt. Seine hundertprozentigen Tochtergesellschaften sind Sydkraft Nuclear Power AB, Sydkraft Hydro Power AB, Sydkraft Thermal Power AB und Barsebäck Kraft AB. Es besitzt auch eine Mehrheitsbeteiligung an OKG AB.